# دون بيدرو كولي
دون بيدرو كولي (بالإنجليزية: Don Pedro Colley)‏ مواليد 30 أغسطس 1938 في كلاماث فالز، الولايات المتحدة - الوفاة 11 أكتوبر 2017 في كلاماث فالز، الولايات المتحدة، هو ممثل أمريكي درس في جامعة أوريغون.

## الأعمال
- ذا دوكس اوف هازرد
- ذا فيرجينيان

## روابط خارجية
- دون بيدرو كولي على موقع IMDb (الإنجليزية)
- دون بيدرو كولي على موقع روتن توميتوز (الإنجليزية)
- دون بيدرو كولي على موقع قاعدة بيانات الفيلم (الإنجليزية)